# Machel Montano

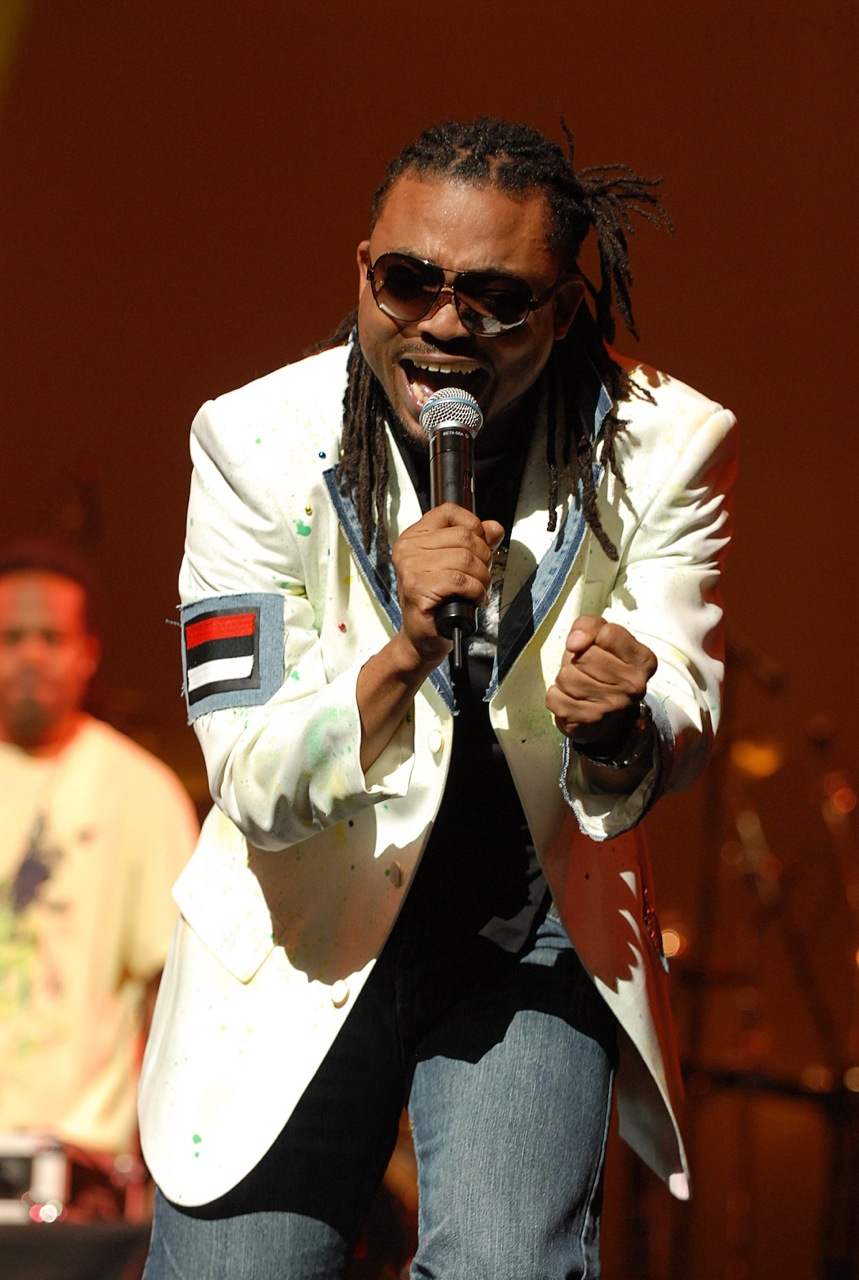
Machel Montano (2007)

Machel Montano (* 24. November 1974 in Carenage) ist ein trinidadischer Sänger, Produzent, Schauspieler und Songwriter von Soca- und Calypso-Musik.

## Karriere
Montano wurde schon als Kind von seinen Eltern gefördert und produziert. 1984 war er gemeinsam mit seinem älteren Bruder und einigen Nachbarn Gründungsmitglied der Socaband Panasonic Express, die sich 1989 in Xtatik umbenannte und unter Montanos Mitwirken bis heute existiert. Sein erstes Soloalbum nahm Montano 1985 im Alter von elf Jahren auf. 1986 hatte er mit zwölf Jahren einen Auftritt in der US-Fernsehshow Star Search. 1987 gewann er als jüngster Teilnehmer aller Zeiten das Caribbean Song Festival, das karibische Äquivalent zum Eurovision Song Contest. Anfang der 2000er-Jahre war Montano für vier Jahre als Co-Moderator der Radiosendung International Sounds of Soca auf BBC Radio 1Xtra tätig. Die Showband, mit der Montano heutzutage live auftritt, heißt „The HD Family“, wobei „HD“ für „High Definition“ steht.
Als Songwriter und Sänger kooperiert Montano im Gegensatz zu den meisten anderen Soca-Künstlern für einzelne Lieder regelmäßig mit anderen Musikern aus den Bereichen Calypso und Reggae, so mit Beenie Man, Buju Banton und Mighty Sparrow.
Soca- und Calypso-Musik sind wettbewerbsorientiert; insbesondere in der karibischen Karnevalssaison treten die Künstler mit ihren für diese Gelegenheiten geschriebenen Songs in einem guten Dutzend nationaler und internationaler Wettbewerbe gegeneinander an, die teils durch Juroren, teils durch Publikumsabstimmungen entschieden werden und deren bedeutendste die International Soca Awards und der International Soca Monarch sind. Folgende Titel gewann Montano im Laufe seiner Karriere:
| Jahr | Wettbewerb                                  | Titel bzw. Kategorie                    |
| ---- | ------------------------------------------- | --------------------------------------- |
| 1984 | Junior Monarch                              | (Following the Footsteps of) My Teacher |
| 1986 | Junior Calypso Monarch                      |                                         |
| 1987 | Caribbean Song Festival                     |                                         |
| 1991 | Young Kings Monarch                         | 1st in de Party                         |
| 1997 | Carnival Road March                         | Big Truck                               |
| 2006 | Road March                                  | Band of D Year                          |
| 2006 | International Reggae and World Music Awards | Best Calypso/Soca Entertainer           |
| 2007 | Road March                                  | Jumbie                                  |
| 2008 | International Reggae and World Music Awards | Siege in 3 Kategorien                   |
| 2009 | International Reggae and World Music Awards | Siege in 2 Kategorien                   |
| 2010 | International Reggae and World Music Awards | Siege in 3 Kategorien                   |
| 2011 | Road March                                  | Advantage                               |
| 2011 | International Power Soca Monarch            | Advantage                               |
| 2011 | International Reggae and World Music Awards | Siege in 5 Kategorien                   |
| 2012 | Road March                                  | Pump Yuh Flag                           |
| 2012 | International Power Soca Monarch            | Pump Yuh Flag                           |
| 2012 | International Groovy Soca Monarch           | Mr. Fete                                |
| 2012 | International Reggae and World Music Awards | Best Calypso/Soca Entertainer           |
| 2013 | International Power Soca Monarch            | Float                                   |
| 2013 | International Groovy Soca Monarch           | The Fog                                 |
| 2014 | Road March                                  | Ministry of Road                        |
| 2014 | International Power Soca Monarch            | Ministry of Road                        |
| 2014 | Soul Train Music Awards                     | Best International Performance          |
| 2015 | International Power Soca Monarch            | Like Ah Boss                            |
| 2015 | Road March                                  | Like Ah Boss                            |
| 2016 | Road March                                  | Waiting on the Stage                    |
| 2018 | Road March                                  | Soca Kingdom (mit Superblue)            |
| 2024 | Calypso Monarch                             | Soul of Calypso                         |

Neben seinen musikalischen Aktivitäten betreibt Montano ein Musikgeschäft namens „The M Store“ im Piarco International Airport. Außerdem ist er Teilhaber der 3 Zero Ltd.,  eines Rumherstellers, der mehrere Designpreise gewonnen hat. 2016 spielte er im Spielfilm Bazodee des US-amerikanischen Regisseurs Todd Kessler mit, für den er auch den Soundtrack schrieb.

## Privates
Montano kam tot zur Welt und konnte unmittelbar nach der Geburt wiederbelebt werden. In seiner frühen Kindheit zog seine Familie von Carenage nach Siparia um, wo er aufwuchs und die Siparia Boys' R.C.-Grundschule besuchte. Als weiterführende Schule besuchte er das Presentation College in San Fernando, wo er dem dortigen Chor beitrat. Montano ist gläubiger Christ, praktiziert jedoch eine Mischung aus Christentum und Hinduismus und benennt Rastafari als Einfluss. Montano lebt heute in Los Angeles. Er hat zwei Töchter und einen Sohn, die mit ihren Müttern in den USA leben. Im Februar 2020 heiratete er seine Lebensgefährtin Renee Butcher. Die Zeremonie war die erste Hochzeit im 21. Jahrhundert, die im hierfür renovierten Red House in Port of Spain stattfand.

## Diskografie
- Too Young to Soca? (1985, Macho Music)
- Soca Earthquake (1987, EP, Ruf Rex)
- Dr. Carnival (1987, EP, Rohit)
- Katch Ya! (1989, EP, Ruf Rex)
- Breakin' Out! (1990, Straker's)
- One Step Ahead! (1991, EP, Ruf Rex)
- X Amount Ah Sweetness (1992, Blow Up)
- Any Minute Now (1999, mit Xtatik, VP Records)
- 2000 Young to Soca (2000, JW Productions)
- The Xtatik Experience (2005, mit Xtatik, Ruf Rex)
- Band of D Year (2006, mit Patrice Roberts, Ruf Rex)
- Book of Angels (2007, Mad Bull)
- Flame On (2008, Ruf Rex, in Nordamerika in Wining Season umbenannt)
- Heavenly Drum (2009, Ruf Rex)
- The Return (2011, Mad Bull)
- Double M (2012, Ruf Rex)
- Happiest Man Alive (2014, Mad Bull)
- Monk Evolution (2016, Monk Music)
- G.O.A.T. (2019, Monk Music)
- The Wedding Album (2021, Monk Music)
- One Degree Hotter (2025, Monk Music)

## Filmografie
- 2016: Bazodee